# Tynaarlo
Tynaarlo  è una municipalità dei Paesi Bassi di 32 364 abitanti situata nella provincia di Drenthe.